# Ozero Toktas
Ozero Toktas är en saltsjö i Kazakstan.   Den ligger i oblystet Qostanaj, i den nordvästra delen av landet, 600 km väster om huvudstaden Astana. Arean är 9,6 kvadratkilometer.